# Śastra
Śastra (trl. शास्त्र śāstra, trl. śastra, ang. Shastra, sanskryt nauka, księga, pismo) – tekst który objaśnia i rozwija jakiś temat. Termin „śastry” jest często używany w odniesieniu do starożytnych hinduistycznych traktatów na tematy filozoficzno-religijne.